# Cataulacus mocquerysi
Cataulacus mocquerysi é uma espécie de formiga do gênero Cataulacus, pertencente à subfamília Myrmicinae.